# Meczet szejka Amir ad-Dina w Nazarecie
Meczet szejka Amir ad-Dina w Nazarecie – mały meczet na Starym Mieście Nazaretu, na północy Izraela.

## Historia
Pierwotnie był to grobowiec szejka Amir ad-Dina, będący położony w pobliżu anglikańskiego Kościół Zbawiciela w Nazarecie. Zgodnie z tradycją, Amir ad-Dina walczył razem ze swoim wujkiem Szihabem ad-Dinem przeciwko krzyżowcom. Tutejsza budowla powstała w 1911 roku dzięki wsparciu finansowemu osmańskiego ministra Husajna al-Bazzę.

## Architektura
Meczet jest niewielkim budynkiem. Schody prowadzą na dach służący wiernym za miejsce do modlitw.

## Nabożeństwa
Meczet jest czynny i służy miejscowej ludności muzułmańskiej do regularnych modlitw (pięć razy dziennie). Nie ma możliwości normalnego zwiedzania tego meczetu.